# Lycée polyvalent Jean-Baptiste-Dumas
Pour les articles homonymes, voir JBD et Lycée Dumas.
Le lycée polyvalent Jean-Baptiste Dumas ou lycée JBD est un établissement d’enseignement secondaire situé à Alès, en région Occitanie (France).

## Historique
Le projet d’un lycée à Alès remonte au Premier Empire ; en 1803, un décret autorise la création d’une école secondaire, que les autorités locales échouent toutefois à transformer en lycée. En 1853, le principal Ferdinand Roux contacte Jean-Baptiste Dumas, ministre de Napoléon III d’origine alésienne, et relance le projet en excipant des « besoins moraux et intellectuels de nos contrées » et de l’importance de la « capitale des Cévennes », rayonnant sur la Lozère et une partie de l’Ardèche ; en vain, à nouveau.
En 1866, Roux, appuyé par Dumas, obtient toutefois la transformation du collège en « établissement d’enseignement secondaire spécial ».
Le rôle de la municipalité, notamment celle d’Alexandre de Tubeuf, est primordial dans l’institution officielle d’un véritable lycée, comme le note Claire-Lise Creissen dans sa thèse de doctorat. Le gouvernement promet dans les années 1870 de mener à bien cette transformation ; pour autant, ce n’est qu’en 1883 que Jules Grévy prend un décret érigeant le collège en « lycée national d’enseignement spécial ».
Une fois les financements dégagés, les travaux débutent en 1885, pour s’achever en 1889. Dumas meurt de manière inopinée le lendemain de la fin des
travaux, ce qui conduit le conseil municipal à donner son nom au nouvel établissement.
L’inauguration, qui se tient du 19 au 21 octobre 1889, est l’occasion de célébrer en des cérémonies fastueuses Dumas et Gustave de La Fare-Alais (dont sont inaugurés les bustes), dans le contexte du centenaire de la Révolution française et la IIIe République triomphante.
Une Amicale des anciens élèves du collège d’Alès et du lycée Jean-Baptiste-Dumas est créée dès 1890. Dans les années 1890, le maire Ferdinand Berthézène encourage la création d’un enseignement professionnel offrant des débouchés immédiats pour les familles les plus modestes ; cela débouche en 1902 sur la création d’une école primaire supérieure au sein du lycée.
En 1894 naît une « première organisation de la vie culturelle », avec un spectacle musical et théâtral donné par les élèves.
En 1909 est nommé Émile Moussat (de), premier normalien et agrégé enseignant au lycée.

## Description
D'une superficie de deux hectares, surnommé le « lycée à sept cours », il est d'abord sis au centre de la ville. Il est alors doté d'une chapelle, mais le proviseur Ausset mentionne en 1894 une place faite aux « différents cultes », ce qui est pour Laurent Pichon significatif du « contexte socioreligieux alésien et cévenol », marqué par les affrontements entre catholiques et protestants. Il possédait aussi une piscine.

## Enseignement

### Structure pédagogique
En 1890, 923 élèves suivent l'enseignement spécial, quand seulement 235 ont préféré opté pour l’enseignement classique. Selon Ausset, le premier est préféré car il offre de nombreux débouchés.

## Proviseurs
- 1889-années 1890 : Odilon Ausset
- années 1900 : Félix Paul
- années 1910 : Paul Turc
- après 1918 : Henri Roudil
- années 1920-années 1930 : Eugène Terraillon
- années 1940-années 1940 : Freslon

[...]
- années 1950 : Aimé Périllier[13]

[...]
- 1988-1997 : Jacques Foulquier[14]
- 1997-années 2000 : Gérard Bouilhol
- 2000 2010 : Jean-Paul Mazen agrégé de SVT [...]
- jusqu’en 2014 : Paul Régnery[15]
- jusqu'en 2020 : François Martinez[15]
- jusqu'en 2023 : Catherine Berthemin
- depuis 2023 : Eric Vaissière

## Dans la littérature
Léo Larguier évoque ses souvenirs du lycée dans Avant le déluge, et André Chamson dans Le Chiffre de nos jours (chapitre sur l'« école de
Malivert »).